# Thassos-Marmor

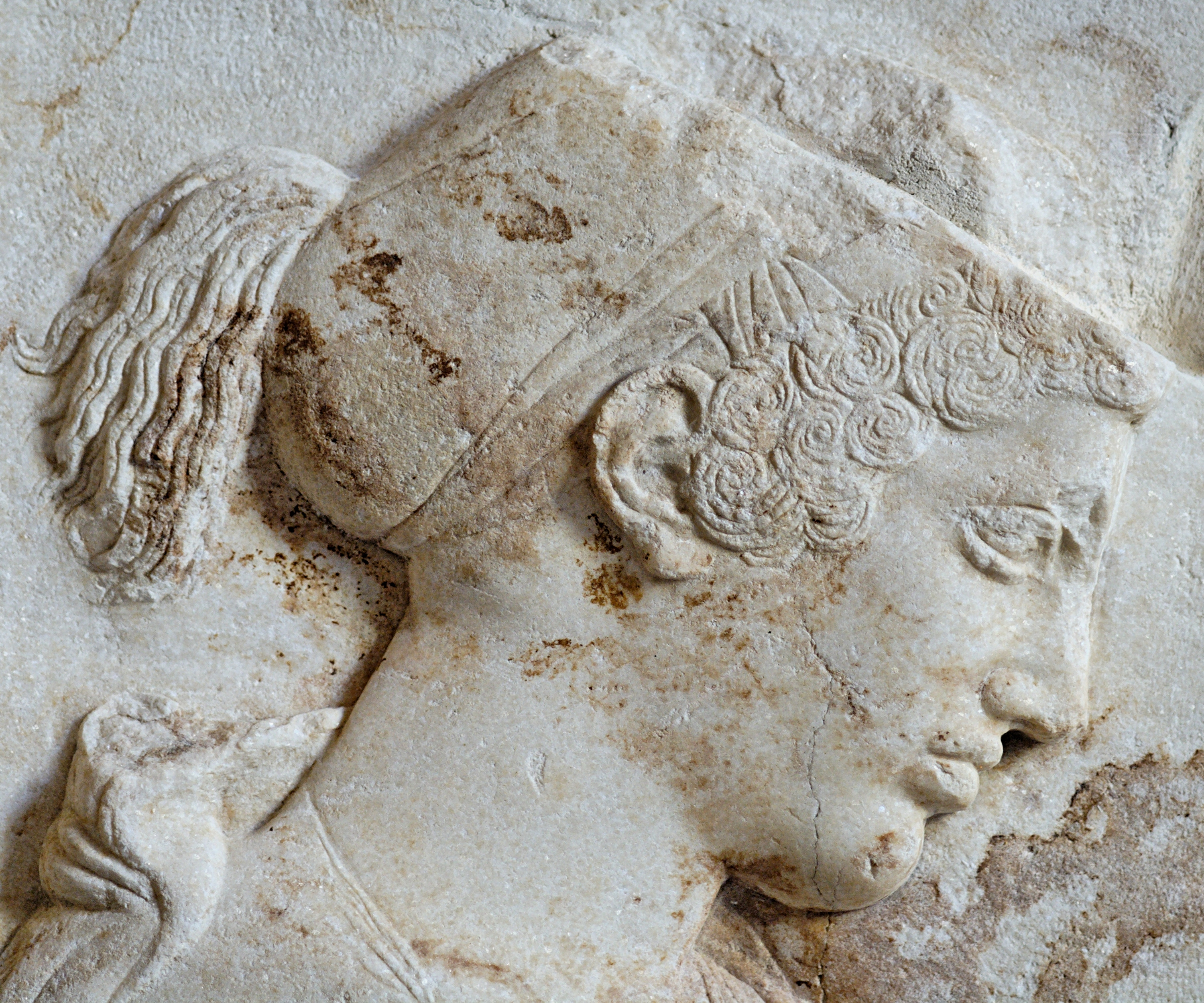
Porträt von Philis, Tochter des Königs Kleomenes I.
Thassos-Marmor, ca. 450 v. Chr., gefunden in Limenas (Musée du Louvre, Paris, Frankreich)

Der Thassos-Marmor (englisch: Thassos Marble, auch Limenas White) wird auf der griechischen Insel Thasos abgebaut und gehört zu den bedeutendsten antiken und modernen Bau- und Dekorationsgesteinen weißer Farbe in Europa und Kleinasien. Dieser Marmor ist in seiner besten Sortierung von rein weißer Farbe und fand bereits im Römischen Imperium als marmor Thasium umfangreiche Verwendung.
Die Abbaustellen liegen auf der Insel Thasos, die sich im nördlichen Teil des Ägäischen Meeres befindet. Den Schwerpunkt des neuzeitlichen Abbaus bilden die Steinbrüche im nordöstlichen Inselbereich. In antiker Zeit waren auch Steinbrüche an der Südküste aktiv.

## Geschichte

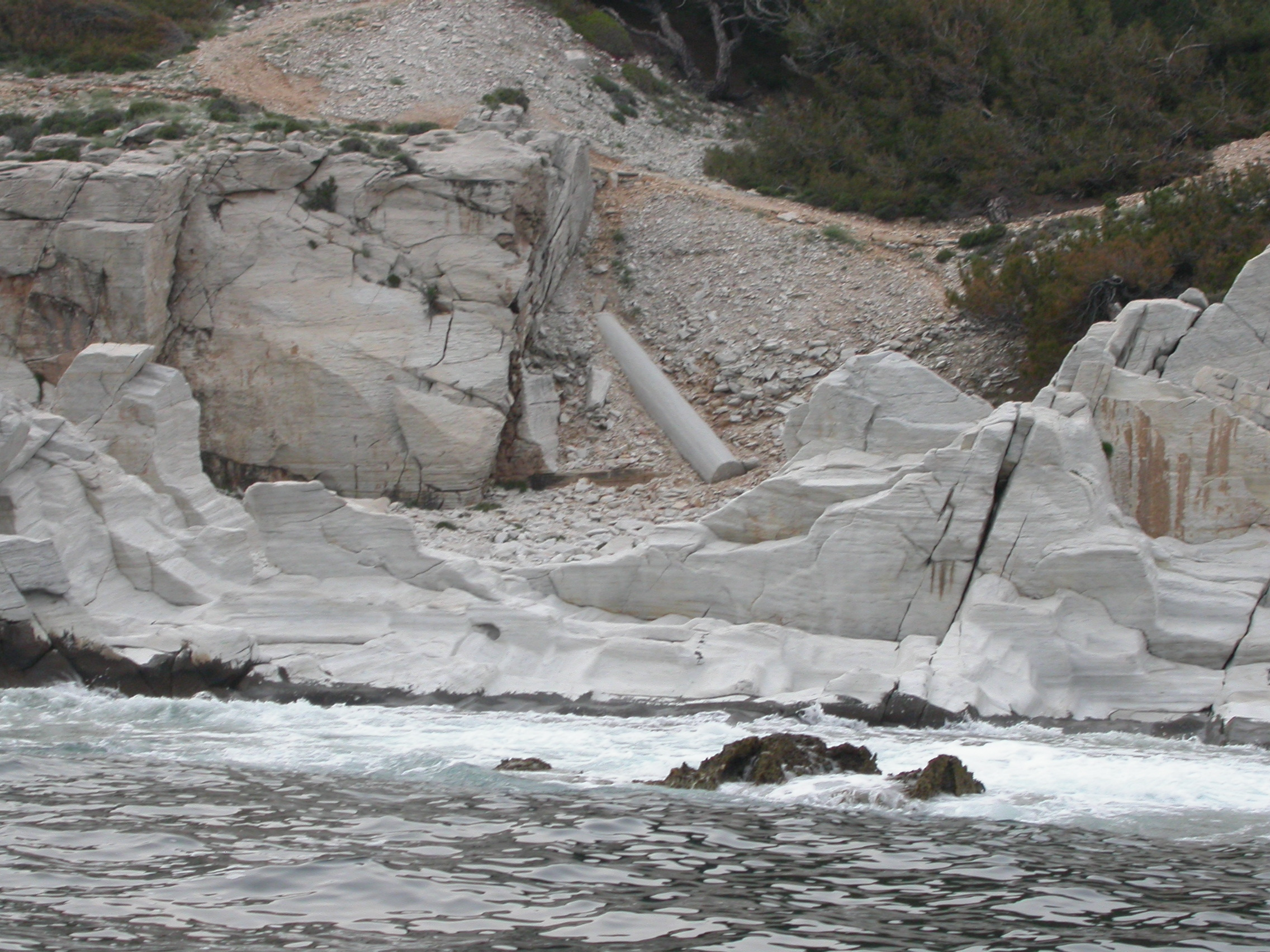
Antiker Steinbruch bei Aliki mit Säulenfragment

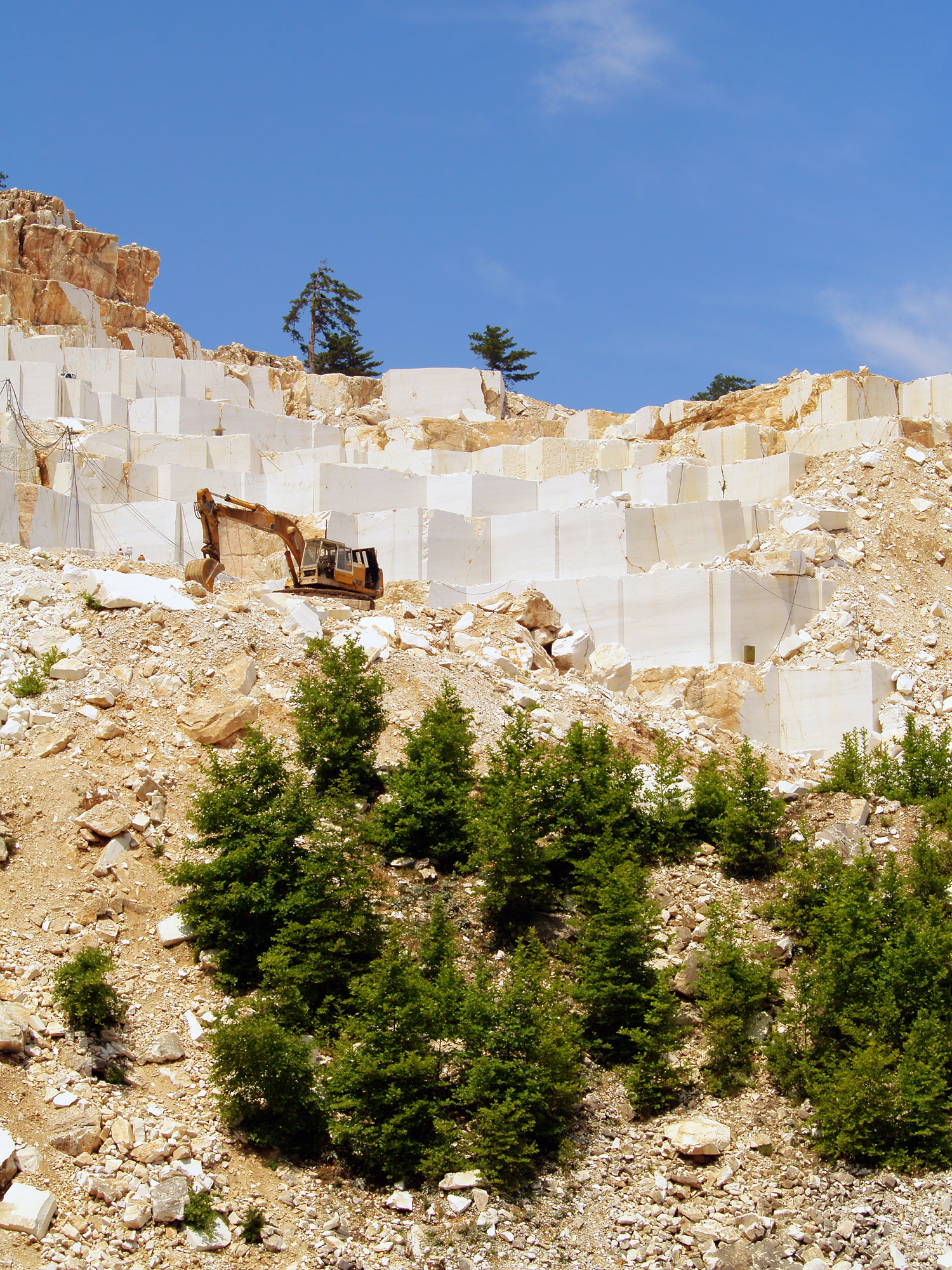
Heutiger Abbau von Rohblöcken auf mehreren Sohlen

Der Marmorabbau auf Thasos ist seit dem 5. Jahrhundert vor Christus belegt. In antiker Zeit gewann man den Marmor in der Nähe der Küste, weil auf diese Weise ein relativ einfacher Abtransport mit den Schiffen gegeben war. Zu jener Zeit wurden aus ihm vorzugsweise Sarkophage und Statuen gefertigt. Die für Säulen vorgesehenen Rohstücke kamen als halbfertige Fabrikate zum Versand und gelangten an viele Orte im Römischen Imperium. Das Material ging beispielsweise nach Süd-Griechenland, zu Bauwerken auf den Inseln in der Ägäis, in Regionen des Nahen Ostens (Jordanien, Ägypten) sowie nach Nordafrika.
Der fein- bis mittelkörnige, hellweiße Dolomit-Marmor aus Vathi wurde bevorzugt verwendet für die Fertigung von Statuen, Porträt-Büsten, Köpfe, Grabstelen, Reliefs, Türrahmen und Sarkophage. Letztere gingen u. a. vorgefertigt in großer Zahl von Vathi nach Rom. Es wird angenommen, dass die meisten von der Antike bis in die römische Zeit gefertigten Dolomitmarmor-Skulpturen aus Vathi-Marmor gefertigt worden sind.
Bereits in alter Zeit war man auf die größere mineralische Härte und die bessere Säurebeständigkeit des Steins aus einigen Steinbrüchen aufmerksam geworden, die durch seinen Dolomitanteil verursacht ist. Deshalb nannten ihn die italienischen Bildhauer später auch Marmo Greco duro (harter griechischer Marmor).

Politische Verwerfungen förderten im 17. Jahrhundert den Niedergang des Marmorabbaus. Erst im späten 19. Jahrhundert lebte er wieder auf und dauert bis in die Neuzeit an.
Im 20. und 21. Jahrhundert gehört der Marmor von der Insel Thasos neben weiteren Vorkommen aus den Umgebungen von Drama und Kavala zu den bedeutendsten Exportgütern und die gesamte Region bildet das wichtigste Zentrum der modernen Marmorgewinnung Griechenlands. Von hier stammen etwa 80 Prozent der gesamten griechischen Marmorproduktion.

## Heutige Verwendung und Gestaltung
Im Bereich Theologos wurden um 1967 drei Steinbrüche wieder aufgeschlossen. Im Jahre 1995 waren im Saliara-Gebiet 17 Steinbrüche und in der Region Theologos 4 Steinbrüche in Betrieb. Die jährliche Produktion belief sich 1995 auf 60.000 m³ Dolomitmarmor und etwa 4.000 m³ Calcit-Marmor.
Gewonnen durch schonenden Abbau werden Rohblöcke in beträchtlichen Dimensionen. Die weltweit meistgeschätzte Sorte wird unter dem speziellen Namen Snow of Thassos gehandelt. Es ist ein reinweißer Stein von ungewöhnlich hoher Reflexionskraft. Diese Sortierung zählt zu den in Griechenland bedeutendsten nationalen Exportartikeln.
Seine Anwendung findet der Thassos-Marmor für Innenausstattungen und Kunstobjekte aller Art. Typisch sind repräsentative Treppenanlagen, Bäder und Swimmingpools. Üblich sind auch Tischplatten, Wandverkleidungen, Säulen, Lampenfüße, zierende Architekturteile und Designerobjekte. Ferner werden Massenprodukte wie Fliesen, Platten, Bad-Einrichtungen, Denkmäler und Kunstwerke exportiert. Große unbearbeitete Blöcke gehen vorwiegend nach China und Albanien, Blöcke von minderer Qualität werden für den Küsten- und Molenschutz vermarktet, feines Material als weißer Splitt oder Schotter verschifft.

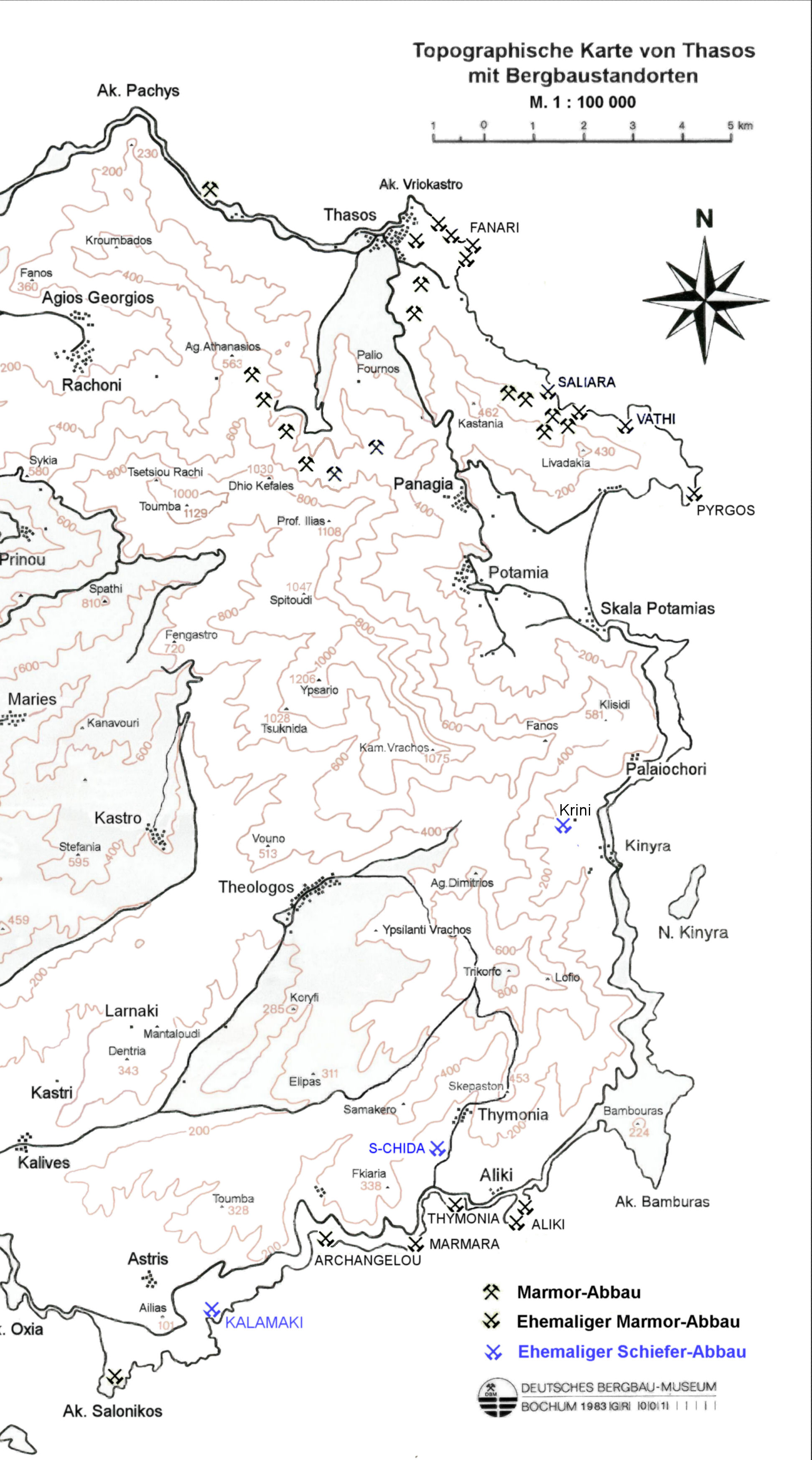
Marmor- und Schieferabbau auf Thasos

## Steinbrüche
Es gibt antike und im Jahre 2008 betriebene Steinbrüche:
Wichtige antike Steinbrüche liegen
- bei Aliki, an der Außenküste der Halbinsel
- am Kap Vathi
- südlich von Astris, am Kap Salonikios
- am Kap Babouras
- südöstlich der Thasos-Stadt

Wichtige aktive Steinbrüche liegen
- auf den Bergkuppen westlich der Siedlung Panagia, Nordabhang vom Profitis Ilias Berg
- südlich von Thásos/Limenas
- oberhalb der Bucht Saliara, am Bergrücken Kastania
- oberhalb der Siedlung Chrisi Ammoudia, am Bergrücken Livadakia

## Entstehung, Eigenschaften, Mineralogie

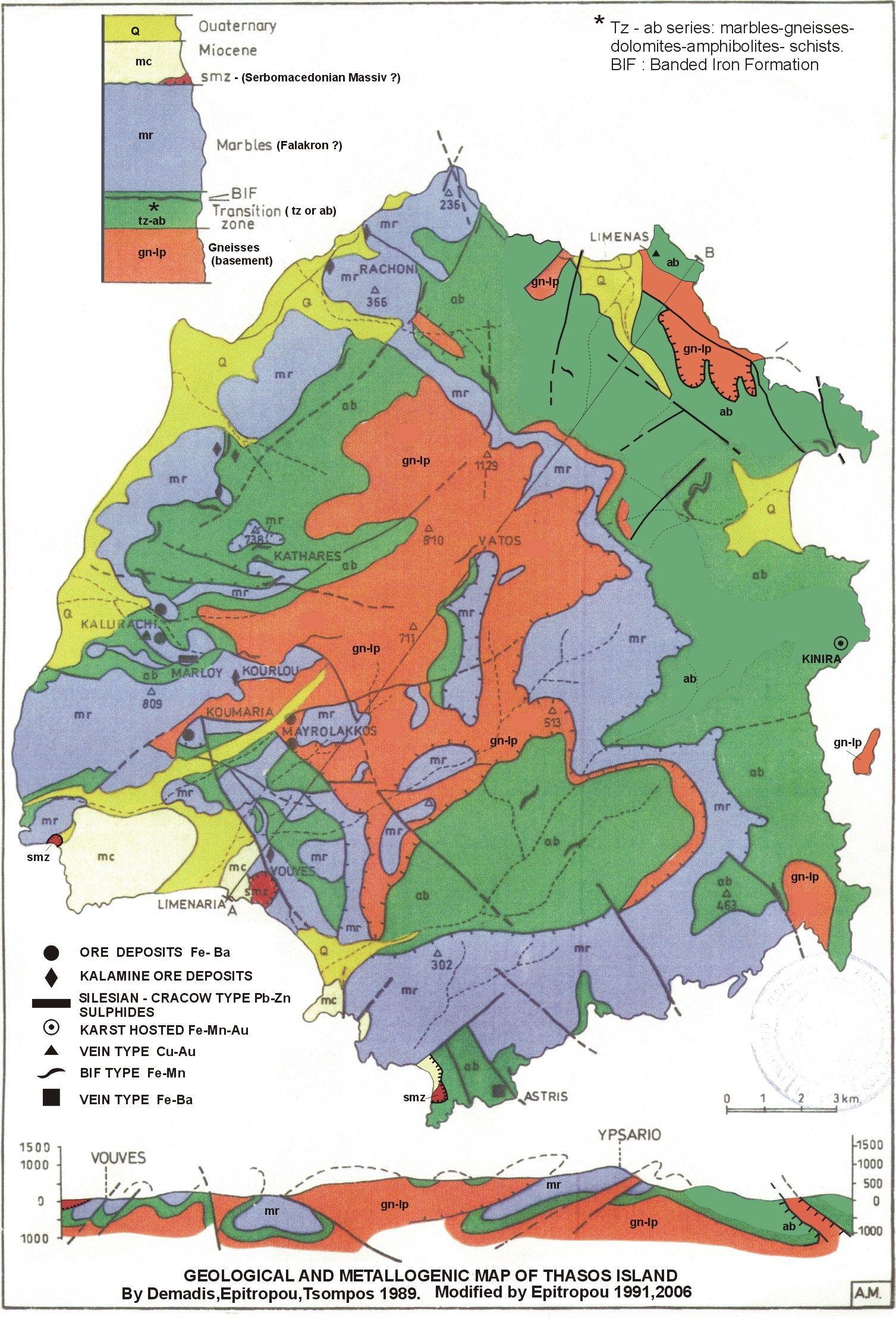
Geologische Übersichtskarte der Insel Thasos

Die Entstehung der späteren Marmorlagerstätte geht auf eine Kalksedimentation in der Zeit von Jura und Kreide zurück. In der Zeit des Tertiärs folgten südlich der Rhodopen mehrere Phasen tektonischer Aktivitäten begleitet von gewaltigen Kompressionen. Das führte zur Gesteinsmetamorphose in den davon betroffenen Regionen. Die Entstehung des Marmors wird auf eine Phase beginnend im Oligozän bis zum Miozän datiert. Die Insel gehört zum Rhodopen-Massiv und befindet sich noch auf der Eurasischen Platte in Nähe zur Ägäischen Platte.
Die Kristallgröße (Korngröße) des dolomitischen Marmors kann schwanken und liegt typischerweise zwischen 0,6 und 2 Millimeter. In manchen Abbaustellen treten akzessorische Minerale wie Muskovit und Quarz auf.
Typisch für das Gestein sind kleine Hohlräume, die eine Größe von maximal einigen Millimetern erreichen können.
Einige antike Abbaustellen erbrachten einen calcitischen Marmor. Die Korngröße erreicht hier 2 bis 3 Millimeter.
Der heute im Abbau stehende Thassos-Marmor ist ein dolomitischer, grobkörniger Marmor. Seine Zusammensetzung ist aus folgenden Mittelwerten ableitbar (in Masse-Prozenten):

CaO 31,60,

MgO 19,20,

SiO2 0,20,

Fe2O3 < 0,05,

Al2O3 < 0,05,

K2O < 0,01,

Na2O < 0,01,

MnO < 0,01,

Karbonatrest 46,60.

## Sorten und konkurrierende Marmore
Aus den Brüchen auf Thasos werden verschiedene Sortierungen gewonnen. Diese tragen im Handel eigene Namen und lassen auf diese Weise eine Unterscheidung in Reinheitsklassen zu. Im Einzelnen sind das:

Snow of Thassos (ΘΑΣΟΥ ΧΙΟΝΟΛΕΥΚΟ), reinweiße makellose Charge

Thassos A1 (ΘΑΣΟΥ ΛΕΥΚΟ), hohes weiß

Thassos A2, sehr leichte graue Wolkung oder Streifung

Thassos A3, deutlich graue Strukturierung

Thassos A4, überwiegend graue Strukturierung
Einige griechische Betriebe verwenden für die Sortenunterscheidungen andere Bezeichnungen. Alle diese Unterscheidungen stellen optische Erscheinungsformen der Natur dar und sind keine Qualitätskriterien im technischen Sinne. In allen Sortierungen können die genannten kleinen Hohlräume innerhalb des Kristallgefüges auftreten.
Gelbliche Verfärbungen durch Eisenmineralen sind bei niedrigpreisigen Sorten möglich und können sich durch Einwirkungen von außen verstärken.
Eine weitere Natursteinsorte, die auf Thassos abgebaut wird, ist unter den beiden Namen Thassos Limenas White oder Prinos (ΠΡΙΝΟΣ) bekannt. Ihr Strukturbild zeigt Einschlüsse größerer klarer und augenförmiger Calcitkristallite. Der Weißgrad ist hier nicht so hoch.

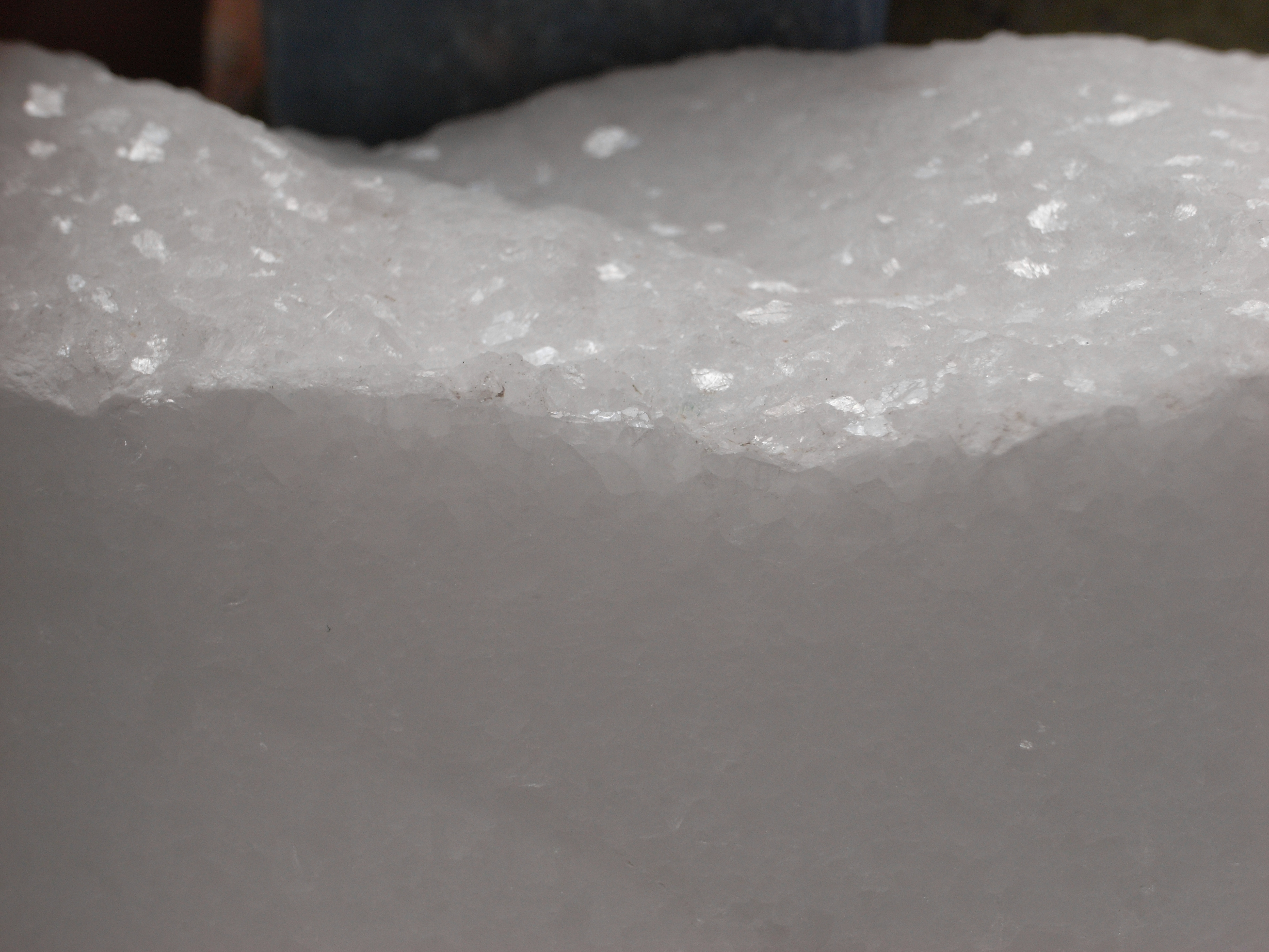
Thassos-Marmor, kristalline Struktur einer Bruchfläche
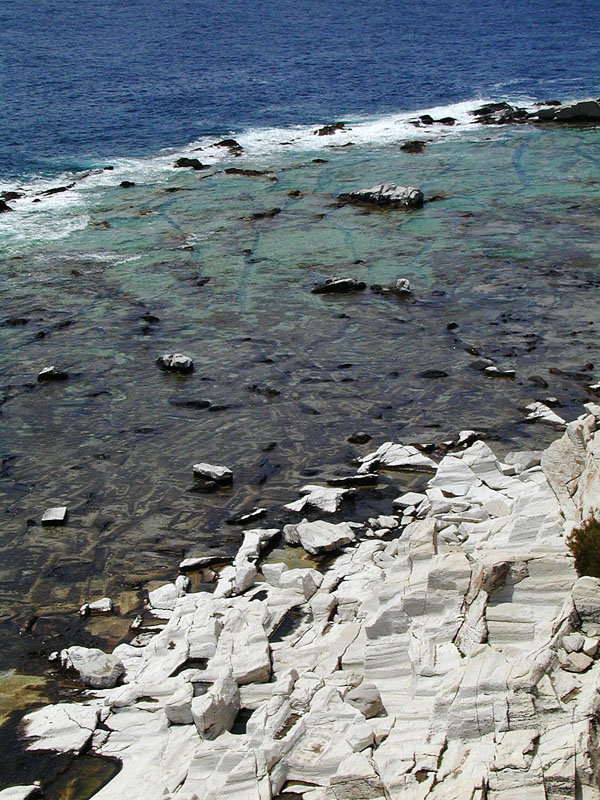
Antiker Steinbruch bei dem Ort Aliki auf Thasos, Abbauareale sind bereits vom Meer überspült
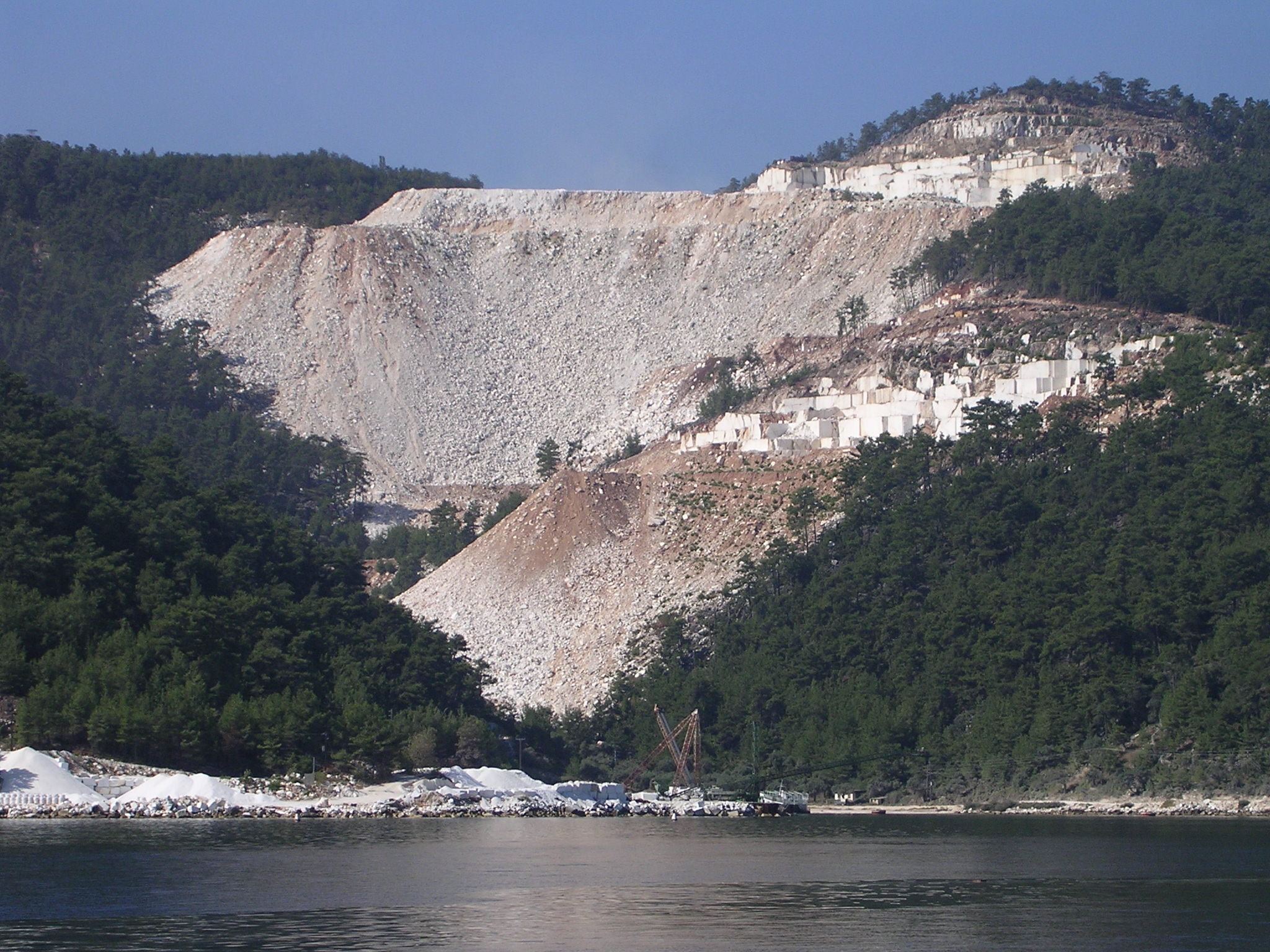
Ansicht heutiger Steinbrüche mit Verladestelle, Ostküste
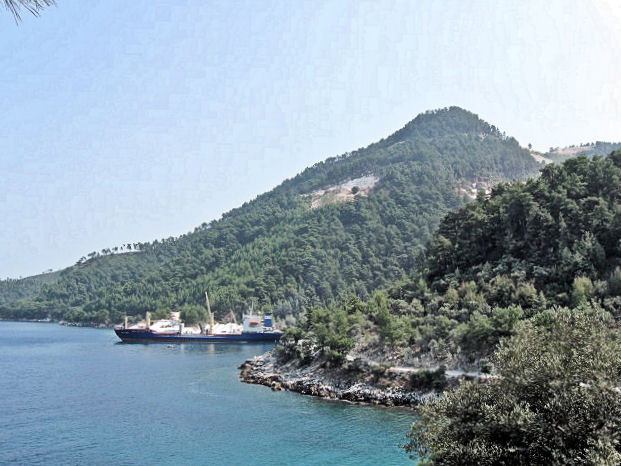
Marmorsplittverschiffung in der Bucht von Saliara